# A Lombard Pápa Termál FC 2011–2012-es szezonja
A Lombard Pápa Termál FC 2011–2012-es szezonja szócikk a Lombard Pápa Termál FC első számú férfi labdarúgócsapatának egy idényéről szól, mely sorozatban a 3., összességében pedig az 5. idénye a csapatnak a magyar első osztályban. A klub fennállásának ekkor volt a 7. évfordulója.

## Statisztikák
Utolsó elszámolt mérkőzés dátuma: 2012. május 27.

### Mérkőzések
| Lejátszott mérkőzések száma        | 42 (30 OTP Bank Liga, 2 Magyar kupa, 10 Ligakupa)            |
| Győzelmek száma                    | 14 (8 OTP Bank Liga, 1 Magyar kupa, 5 Ligakupa)              |
| Döntetlenek száma                  | 9 (6 OTP Bank Liga, 1 Magyar kupa, 2 Ligakupa)               |
| Vereségek száma                    | 19 (16 OTP Bank Liga, 0 Magyar kupa, 3 Ligakupa)             |
| Szerzett gólok száma               | 55                                                           |
| Kapott gólok száma                 | 48                                                           |
| Gólkülönbség                       | +7                                                           |
| Sárga lapok                        | 89                                                           |
| Kiállítások                        | 7                                                            |
| Legtöbbet figyelmeztetett játékos  | Rodenbücher István (10 , 2 )                                 |
| Legnagyobb arányú győzelem         | Győrszemere 0–10 Lombard Pápa (2011. 09. 21.)                |
| Legnagyobb arányú vereség          | Kecskeméti TE 3–0 Lombard Pápa (2011. 10. 22.)               |
| Legnagyobb arányú vereség          | Lombard Pápa 0–3 Videoton (2012. 03. 27.)                    |
| Legmagasabb hazai nézőszám         | 4 000 néző, Lombard Pápa 1–2 Ferencvárosi TC (2011. 10. 16.) |
| Legalacsonyabb hazai nézőszám      | 100 néző, Lombard Pápa 4–0 Zalaegerszegi TE (2011. 11. 09.)  |
| Legtöbbször pályára lépett játékos | Lovrencsics Gergő (41 mérkőzés)                              |
| Házi gólkirály                     | Ferenczi István (13 )                                        |
| Pontok                             | 51/126 (40,48%)                                              |

### Kiírások
| Kiírás        | Statisztikák | Statisztikák | Statisztikák | Statisztikák | Statisztikák | Statisztikák | Kezdő forduló | Végső forduló/ helyezés | Mérkőzések dátumai | Mérkőzések dátumai |
| Kiírás        | M            | GY           | D            | V            | LG–KG        | GK           | Kezdő forduló | Végső forduló/ helyezés | Első               | Utolsó             |
| ------------- | ------------ | ------------ | ------------ | ------------ | ------------ | ------------ | ------------- | ----------------------- | ------------------ | ------------------ |
| OTP Bank Liga | 30           | 8            | 6            | 16           | 26–40        | –14          | —             |                         | 2011. 07. 16.      | 2012. 05. 27.      |
| Magyar kupa   | 2            | 1            | 0            | 1            | 13–4         | +9           | 3. forduló    | 4. forduló              | 2011. 09. 21.      | 2011. 10. 26.      |
| Ligakupa      | 10           | 5            | 2            | 3            | 18–8         | +10          | Csoportkör    | Elődöntő                | 2011. 08. 31.      | 2012. 04. 04.      |

## Mérkőzések
| Színmagyarázat | Színmagyarázat |
| -------------- | -------------- |
|                | Győzelem.      |
|                | Döntetlen.     |
|                | Vereség.       |

### Téli felkészülési mérkőzések
| 2012. január 21. |

| Lombard Pápa | 2 – 1               | Soproni VSE |
| ------------ | ------------------- | ----------- |
| Tóth Inutile | (2 – 1) Jegyzőkönyv | Smiljanić   |

| Perutz Stadion, Pápa Nézőszám: 80 Játékvezető: Dávid Ákos (magyar) |

| 2012. január 28. |

| Lombard Pápa | 2 – 0               | Veszprém FC |
| ------------ | ------------------- | ----------- |
| Arsić Marić  | (1 – 0) Jegyzőkönyv |             |

| Perutz Stadion, Pápa Nézőszám: 150 Játékvezető: Szepesi Márton (magyar) |

| 2012. február 8. |

| Lombard Pápa     | 3 – 1               | FC Nitra |
| ---------------- | ------------------- | -------- |
| Németh Seye Tóth | (0 – 1) Jegyzőkönyv | Bakule   |

| Perutz Stadion, Pápa Nézőszám: 50 Játékvezető: Szepesi Márton (magyar) |

| 2012. február 10. |

| Lombard Pápa | 2 – 3               | FK Slovan Duslo Šaľa |
| ------------ | ------------------- | -------------------- |
| Seye Szabó   | (0 – 1) Jegyzőkönyv | Košút Áč Jakubjak    |

| Perutz Stadion, Pápa Nézőszám: 50 Játékvezető: Dávid Ákos (magyar) |

| 2012. február 11. |

| Lombard Pápa    | 2 – 3               | FK DAC 1904 Dunajská Streda |
| --------------- | ------------------- | --------------------------- |
| Quintero Farkas | (1 – 1) Jegyzőkönyv |                             |

| Perutz Stadion, Pápa Nézőszám: 50 Játékvezető: Dávid Ákos (magyar) |

| 2012. február 15. |

| Lombard Pápa | 1 – 2               | ŠK Slovan Bratislava |
| ------------ | ------------------- | -------------------- |
| Rodenbücher  | (1 – 0) Jegyzőkönyv |                      |

| Perutz Stadion, Pápa Nézőszám: 50 Játékvezető: Dávid Ákos (magyar) |

| 2012. február 15. |

| Lombard Pápa | 1 – 3               | Ajka FC |
| ------------ | ------------------- | ------- |
| Gyömbér      | (1 – 1) Jegyzőkönyv |         |

| Perutz Stadion, Pápa Nézőszám: 50 |

| 2012. február 25. |

| Lombard Pápa          | 3 – 1       | Csornai SE |
| --------------------- | ----------- | ---------- |
| Quintero Newuche Seye | Jegyzőkönyv |            |

| Perutz Stadion, Pápa |

### OTP Bank Liga 2011–12

#### Őszi fordulók
| 1. forduló 2011. július 16. 20:00 |

| Újpest | 0 – 1                         | Lombard Pápa                                            |
| ------ | ----------------------------- | ------------------------------------------------------- |
|        | (0 – 0) Jegyzőkönyv Részletek | Marić 81' Présinger 7' Farkas 68' Totadze 88' Varga 90' |

| Szusza Ferenc Stadion, Budapest Nézőszám: 3 128 Játékvezető: Oláh Gábor (magyar) |

| 2. forduló 2011. július 23. 19:00 |

| Lombard Pápa                      | 2 – 0                         | BFC Siófok             |
| --------------------------------- | ----------------------------- | ---------------------- |
| Marić 47' 78' Farkas 17' Nagy 35' | (0 – 0) Jegyzőkönyv Részletek | Fejes 33' Haraszti 72' |

| Perutz Stadion, Pápa Nézőszám: 2 200 Játékvezető: Takács János (magyar) |

| 3. forduló 2011. július 31. 19:00 |

| Paksi FC             | 1 – 1                         | Lombard Pápa                                     |
| -------------------- | ----------------------------- | ------------------------------------------------ |
| Vayer 53' Sipeki 30' | (0 – 1) Jegyzőkönyv Részletek | Marić 29' 40' Rása 20' Dlusztus 33' Ferenczi 45' |

| Fehérvári út, Paks Nézőszám: 2 000 Játékvezető: Böcskei Balázs (magyar) |

| 4. forduló 2011. augusztus 6. 19:00 |

| Lombard Pápa                           | 1 – 0                         | Kaposvári Rákóczi    |
| -------------------------------------- | ----------------------------- | -------------------- |
| Lovrencsics 42' Totadze 62' Farkas 84' | (1 – 0) Jegyzőkönyv Részletek | Okuka 25' Balázs 37' |

| Perutz Stadion, Pápa Nézőszám: 2 000 Játékvezető: Radványi Ádám (magyar) |

| 5. forduló 2011. augusztus 13. 19:00 |

| Diósgyőr                                                      | 2 – 0                         | Lombard Pápa                      |
| ------------------------------------------------------------- | ----------------------------- | --------------------------------- |
| Budovinszky 47' Seydi 78' 61' Vadász 50' Luque 61′ Takács 67' | (1 – 0) Jegyzőkönyv Részletek | Tóth 40′ Ganugrava 61' Farkas 76' |

| DVTK-stadion, Miskolc Nézőszám: 5 300 Játékvezető: Veizer Roland (magyar) Asszisztensek: Berettyán Péter Medovarszki János |

| 6. forduló 2011. augusztus 20. 15:00 |

| Lombard Pápa                         | 0 – 2                         | Debreceni VSC                                          |
| ------------------------------------ | ----------------------------- | ------------------------------------------------------ |
| Varga 55' Farkas 58' Lovrencsics 78' | (0 – 1) Jegyzőkönyv Részletek | Bódi 45' Nikolić 60' Šimac 37' Mészáros 55' Korhut 83' |

| Perutz Stadion, Pápa Nézőszám: 2 700 Játékvezető: Oláh Gábor (magyar) |

| 7. forduló 2011. augusztus 27. 19:00 |

| Pécsi MFC                                            | 2 – 1                         | Lombard Pápa                                    |
| ---------------------------------------------------- | ----------------------------- | ----------------------------------------------- |
| Horváth 38' 38' Frőhlich 45' Gyánó 28' Todorović 40' | (2 – 1) Jegyzőkönyv Részletek | Ganugrava 12' 72' Présinger 84' Rodenbücher 88' |

| PMFC Stadion, Pécs Nézőszám: 3 600 Játékvezető: Farkas Ádám (magyar) |

| 8. forduló 2011. szeptember 10. 19:00 |

| Lombard Pápa                                                         | 3 – 1                         | Budapest Honvéd                          |
| -------------------------------------------------------------------- | ----------------------------- | ---------------------------------------- |
| Ferenczi 58' Botis 64' (öngól) Lovrencsics 75' Marić 79' Totadze 79' | (0 – 1) Jegyzőkönyv Részletek | Hajdú 30' Hidi 12' Németh 24' Danilo 84' |

| Perutz Stadion, Pápa Nézőszám: 2 700 Játékvezető: Miquel Alvaro Garcia (chilei) |

| 9. forduló 2011. szeptember 17. 19:00 |

| Haladás                                                                 | 2 – 1                         | Lombard Pápa                                                                |
| ----------------------------------------------------------------------- | ----------------------------- | --------------------------------------------------------------------------- |
| Kovács 87' Kenesei 90+2' (11-esből) Halmosi 42' Vujović 78′ Guzmics 90' | (0 – 0) Jegyzőkönyv Részletek | Ferenczi 53' Farkas 12' Marić 48' Totadze 50' Présinger 71′ Rodenbücher 78' |

| Rohonci úti stadion, Szombathely Nézőszám: 6 000 Játékvezető: Berger József (magyar) |

| 10. forduló 2011. szeptember 24. 18:00 |

| Lombard Pápa           | 0 – 0                         | Vasas     |
| ---------------------- | ----------------------------- | --------- |
| Marić 38' Quintero 76' | (0 – 0) Jegyzőkönyv Részletek | Dajić 46' |

| Perutz Stadion, Pápa Nézőszám: 2 200 Játékvezető: Németh Ádám (magyar) |

| 11. forduló 2011. október 1. 18:00 |

| Zalaegerszegi TE                                              | 1 – 1                         | Lombard Pápa                          |
| ------------------------------------------------------------- | ----------------------------- | ------------------------------------- |
| Turkovs 39' Tököli 41' Bogunović 44′ Manu Hervás 87' Máté 90' | (1 – 1) Jegyzőkönyv Részletek | Dlusztus 32' Puri 51′ Rodenbücher 81' |

| ZTE Aréna, Zalaegerszeg Nézőszám: 3 068 Játékvezető: Kovács J. Zoltán (magyar) |

| 12. forduló 2011. október 16. 18:00 |

| Lombard Pápa | 1 – 2                         | Ferencváros                           |
| ------------ | ----------------------------- | ------------------------------------- |
| Marić 47'    | (0 – 0) Jegyzőkönyv Részletek | Somália 54' 58' Klein 74' Pölöskey 8' |

| Perutz Stadion, Pápa Nézőszám: 4 000 Játékvezető: Fábián Mihály (magyar) |

| 13. forduló 2011. október 22. 17:30 |

| Kecskeméti TE                                                  | 3 – 0                         | Lombard Pápa                                    |
| -------------------------------------------------------------- | ----------------------------- | ----------------------------------------------- |
| Stokić 18' Bori 33' Savić 64' (11-esből) Mohl 8' Radanović 44' | (2 – 0) Jegyzőkönyv Részletek | Puri 27' Tóth 32' Rodenbücher 63' Présinger 66' |

| Széktói Stadion, Kecskemét Nézőszám: 2 500 Játékvezető: Iványi Zoltán (magyar) |

| 14. forduló 2011. október 29. 15:00 |

| Lombard Pápa                                           | 2 – 3                         | Videoton                                   |
| ------------------------------------------------------ | ----------------------------- | ------------------------------------------ |
| Marić 59' Ferenczi 67' Tóth 26' Horváth 62' Žuļevs 66' | (0 – 0) Jegyzőkönyv Részletek | Alves 65' 77' Nikolics 81' 82' Caneira 21' |

| Perutz Stadion, Pápa Nézőszám: 1 500 Játékvezető: Németh Ádám (magyar) Asszisztensek: Farkas Balázs Butkai Zsolt |

| 15. forduló 2011. november 4. 18:00 |

| Győri ETO                                                                            | 3 – 2                         | Lombard Pápa                                                                             |
| ------------------------------------------------------------------------------------ | ----------------------------- | ---------------------------------------------------------------------------------------- |
| Ahjupera 26' Trajković 42' 90+3' Koltai 62' Pilibaitis 52' Takács 65' Stevanović 88' | (2 – 0) Jegyzőkönyv Részletek | Ferenczi 66' (11-esből) Lovrencsics 79' Ganugrava 28' Horváth 53' Tóth 90' Totadze 90+3' |

| ETO Park, Győr Nézőszám: 2 800 Játékvezető: Kassai Viktor (magyar) |

| 16. forduló 2011. november 18. 18:00 |

| Lombard Pápa                          | 0 – 1                         | Újpest                  |
| ------------------------------------- | ----------------------------- | ----------------------- |
| Marić 42' Horváth 49' Rodenbücher 75' | (0 – 0) Jegyzőkönyv Részletek | Lázár 68' 27' Szokol 3' |

| Perutz Stadion, Pápa Nézőszám: 1 400 Játékvezető: Vad István (magyar) |

| 17. forduló 2011. november 26. 16:00 |

| BFC Siófok                                             | 3 – 1                         | Lombard Pápa              |
| ------------------------------------------------------ | ----------------------------- | ------------------------- |
| Melczer 27' Présinger 68' (öngól) Tusori 79' Fejes 83' | (1 – 1) Jegyzőkönyv Részletek | Présinger 37' Horváth 16' |

| Révész Géza utcai stadion, Siófok Nézőszám: 580 Játékvezető: Fábián Mihály (magyar) |

#### Tavaszi fordulók
| 18. forduló 2012. március 3. 17:00 |

| Lombard Pápa            | 1 – 0                         | Paksi FC                        |
| ----------------------- | ----------------------------- | ------------------------------- |
| Seye 36' 21' Németh 47' | (1 – 0) Jegyzőkönyv Részletek | Hrepka 31' Kiss 75' Heffler 80' |

| Perutz Stadion, Pápa Nézőszám: 1 500 Játékvezető: Becséri Dániel (magyar) |

| 19. forduló 2012. március 10. 16:00 |

| Kaposvári Rákóczi                   | 2 – 0                         | Lombard Pápa |
| ----------------------------------- | ----------------------------- | ------------ |
| Grumić 6' 73' Gujić 81' Hajdúch 87' | (1 – 0) Jegyzőkönyv Részletek | Arsić 75'    |

| Rákóczi Stadion, Kaposvár Nézőszám: 2 200 Játékvezető: Farkas Ádám (magyar) |

| 20. forduló 2012. március 17. 17:00 |

| Lombard Pápa                                    | 1 – 2               | Diósgyőr                                                        |
| ----------------------------------------------- | ------------------- | --------------------------------------------------------------- |
| Lovrencsics 88' Szűcs 26' Tóth 52' Quintero 80' | (0 – 1) Jegyzőkönyv | Luque 27' (11-esből) Tisza 76' Nagy 21' Radoš 90+1' Gohér 90+3' |

| Perutz Stadion, Pápa Nézőszám: 1 800 Játékvezető: Berger József (magyar) |

| 21. forduló 2012. március 24. 15:00 |

| Debreceni VSC                        | 2 – 2               | Lombard Pápa                                      |
| ------------------------------------ | ------------------- | ------------------------------------------------- |
| Kulcsár 6' Coulibaly 50' Bouadla 44' | (1 – 0) Jegyzőkönyv | Tóth 56' 38' Benko 67' Balogh 58' Rodenbücher 75' |

| Oláh Gábor utcai stadion, Debrecen Nézőszám: 5 500 Játékvezető: Becséri Dániel (magyar) |

| 22. forduló 2012. március 31. 17:00 |

| Lombard Pápa          | 0 – 0               | Pécsi MFC                             |
| --------------------- | ------------------- | ------------------------------------- |
| Benko 33' Horváth 85' | (0 – 0) Jegyzőkönyv | Andorka 13' Čaušić 55' Šćepanović 63' |

| Perutz Stadion, Pápa Nézőszám: 1 400 Játékvezető: Kassai Viktor (magyar) |

| 23. forduló 2012. április 8. 16:00 |

| Budapest Honvéd                       | 2 – 0               | Lombard Pápa        |
| ------------------------------------- | ------------------- | ------------------- |
| Délczeg 17' 43' Botis 24' Johnson 59' | (2 – 0) Jegyzőkönyv | Tóth 22' Balogh 55' |

| Bozsik József Stadion, Budapest Nézőszám: 1 000 Játékvezető: Radványi Ádám (magyar) |

| 24. forduló 2012. április 14. 18:00 |

| Lombard Pápa                     | 1 – 0               | Haladás                                   |
| -------------------------------- | ------------------- | ----------------------------------------- |
| Seye 88' Quintero 43' Farkas 53' | (0 – 0) Jegyzőkönyv | Schimmer 12' Iszlai 41' Nagy 51' Radó 80′ |

| Perutz Stadion, Pápa Nézőszám: 2 000 Játékvezető: Takács János (magyar) |

| 25. forduló 2012. április 21. 18:00 |

| Vasas                      | 1 – 1                         | Lombard Pápa                                                 |
| -------------------------- | ----------------------------- | ------------------------------------------------------------ |
| Görgényi 18' 33' Ilizi 28' | (1 – 1) Jegyzőkönyv Részletek | Farkas 29' (11-esből) Rodenbücher 23' Nagy 25' Gyömbér 90+2' |

| Illovszky Rudolf Stadion, Budapest Nézőszám: 1 900 Játékvezető: Kassai Viktor (magyar) |

| 26. forduló 2012. április 28. 18:00 |

| Lombard Pápa                       | 0 – 1               | Zalaegerszegi TE            |
| ---------------------------------- | ------------------- | --------------------------- |
| Nagy 69' Rodenbücher 74' Arsić 86' | (0 – 1) Jegyzőkönyv | Pavićević 12' 63' Brkić 35' |

| Perutz Stadion, Pápa Nézőszám: 1 150 Játékvezető: Veizer Roland (magyar) |

| 27. forduló 2012. május 5. 17:30 |

| Ferencváros         | 0 – 2               | Lombard Pápa                   |
| ------------------- | ------------------- | ------------------------------ |
| Otten 23' Balog 68′ | (0 – 2) Jegyzőkönyv | Lovrencsics 15' 31' Farkas 71' |

| Albert Flórián Stadion, Budapest Nézőszám: 3 417 Játékvezető: Berger József (magyar) |

| 28. forduló 2012. május 12. 19:00 |

| Lombard Pápa                    | 1 – 0               | Kecskeméti TE |
| ------------------------------- | ------------------- | ------------- |
| Lovrencsics 72' Rodenbücher 50' | (0 – 0) Jegyzőkönyv | Bertus 78'    |

| Perutz Stadion, Pápa Nézőszám: 800 Játékvezető: Iványi Zoltán (magyar) |

| 29. forduló 2012. május 20. 18:00 |

| Videoton                    | 2 – 0               | Lombard Pápa         |
| --------------------------- | ------------------- | -------------------- |
| Nikolics 52' (11-esből) 69' | (0 – 0) Jegyzőkönyv | Németh 22' Arsić 30' |

| Sóstói Stadion, Székesfehérvár Nézőszám: 3 412 Játékvezető: Radványi Ádám (magyar) Asszisztensek: Tóth Vencel Kispál Róbert |

| 30. forduló 2012. május 27. 15:30 |

| Lombard Pápa | 0 – 2               | Győri ETO                                 |
| ------------ | ------------------- | ----------------------------------------- |
|              | (0 – 0) Jegyzőkönyv | Varga 60' Völgyi 85' Koltai 35' Fehér 51' |

| Perutz Stadion, Pápa Nézőszám: 1 500 Játékvezető: Oláh Gábor (magyar) |

#### Végeredmény
| #   | Csapat            | M  | GY | D  | V  | G+ – G– | GK  | P                                                      | Megjegyzések                                   |
| --- | ----------------- | -- | -- | -- | -- | ------- | --- | ------------------------------------------------------ | ---------------------------------------------- |
| 1.  | Debreceni VSC     | 30 | 22 | 8  | 0  | 64–18   | +46 | 74                                                     | 2012–2013-as Bajnokok Ligája – 2. selejtezőkör |
| 2.  | Videoton          | 30 | 21 | 3  | 6  | 58–19   | +39 | 66                                                     | 2012–2013-as Európa-liga – 2. selejtezőkör     |
| 3.  | Győri ETO         | 30 | 20 | 3  | 7  | 56–31   | +25 | 63 \|style="background-color: #FAFAFA;"\|              |                                                |
| 4.  | Budapest Honvéd   | 30 | 13 | 7  | 10 | 48–40   | +8  | 46                                                     | 2012–2013-as Európa-liga – 1. selejtezőkör     |
| 5.  | Kecskeméti TE     | 30 | 13 | 6  | 11 | 48–38   | +10 | 45 \|rowspan="10" style="background-color: #FAFAFA;"\| |                                                |
| 6.  | Paksi FC          | 30 | 12 | 9  | 9  | 47–51   | −4  | 45                                                     |                                                |
| 7.  | Diósgyőr          | 30 | 13 | 4  | 13 | 42–43   | −1  | 43                                                     |                                                |
| 8.  | Haladás           | 30 | 9  | 11 | 10 | 39–37   | +2  | 38                                                     |                                                |
| 9.  | BFC Siófok        | 30 | 9  | 9  | 12 | 30–41   | −11 | 36                                                     |                                                |
| 10. | Kaposvári Rákóczi | 30 | 7  | 14 | 9  | 35–42   | −7  | 35                                                     |                                                |
| 11. | Ferencváros       | 30 | 9  | 7  | 14 | 31–36   | −5  | 34                                                     |                                                |
| 12. | Pécsi MFC         | 30 | 8  | 10 | 12 | 36–50   | −14 | 34                                                     |                                                |
| 13. | Újpest            | 30 | 8  | 8  | 14 | 34–46   | −12 | 32                                                     |                                                |
| 14. | Lombard Pápa      | 30 | 8  | 6  | 16 | 26–40   | −14 | 30                                                     |                                                |
| 15. | Vasas             | 30 | 5  | 9  | 16 | 29–51   | −22 | 22                                                     | NB II                                          |
| 16. | Zalaegerszegi TE  | 30 | 1  | 10 | 19 | 25–65   | −40 | 13                                                     | NB II                                          |

Forrás: MLSZ adatbank 
A rangsorolás alapszabályai: 1. összpontszám, 2. győzelmek száma, 3. gólkülönbség, 4. szerzett gólok száma, 5. egymás elleni eredmények összpontszáma,  6. egymás elleni eredmények gólkülönbsége, 7. egymás elleni eredmények szerzett góljainak száma, 8. egymás elleni eredmények idegenben szerzett góljainak száma.
A Vasastól két pontot levontak.
(B): Bajnokcsapat, (K): Kieső csapat, (F): Feljutó csapat, (I): Kupainduló, (R): A rájátszás győztese, (KGY): Kupagyőztes

Jegyzet
- A Győri ETO-t az UEFA eltiltotta a nemzetközi kupaszerepléstől, ezért a negyedik helyezett csapat indulhatott a 2012–13-as Európa-ligában.[2]

#### Eredmények összesítése
Az alábbi táblázatban összesítve szerepelnek a Lombard Pápa Termál FC 2011/12-es bajnokságban elért eredményei.
| Ősz/tavasz (forduló)    | Otthon | Otthon | Otthon | Otthon | Otthon | Otthon | Otthon | Idegenben | Idegenben | Idegenben | Idegenben | Idegenben | Idegenben | Idegenben |
| Ősz/tavasz (forduló)    | M      | GY     | D      | V      | LG–KG  | GK     | P      | M         | GY        | D         | V         | LG–KG     | GK        | P         |
| ----------------------- | ------ | ------ | ------ | ------ | ------ | ------ | ------ | --------- | --------- | --------- | --------- | --------- | --------- | --------- |
| Őszi szezon (1–17.)     | 8      | 3      | 1      | 4      | 9–9    | 0      | 10     | 9         | 1         | 2         | 6         | 8–17      | –9        | 5         |
| Tavaszi szezon (18–30.) | 7      | 3      | 1      | 3      | 4–5    | –1     | 10     | 6         | 1         | 2         | 3         | 5–9       | –4        | 5         |
| Összesen (1–30.)        | 15     | 6      | 2      | 7      | 13–14  | –1     | 20     | 15        | 2         | 4         | 9         | 13–26     | –13       | 10        |

#### Helyezések fordulónként
| Forduló  | 1  | 2  | 3 | 4  | 5 | 6 | 7 | 8  | 9 | 10 | 11 | 12 | 13 | 14 | 15 | 16 | 17 | 18 | 19 | 20 | 21 | 22 | 23 | 24 | 25 | 26 | 27 | 28 | 29 | 30 |
| -------- | -- | -- | - | -- | - | - | - | -- | - | -- | -- | -- | -- | -- | -- | -- | -- | -- | -- | -- | -- | -- | -- | -- | -- | -- | -- | -- | -- | -- |
| Helyszín | I  | O  | I | O  | I | O | I | O  | I | O  | I  | O  | I  | O  | I  | O  | I  | O  | I  | O  | I  | O  | I  | O  | I  | O  | I  | O  | I  | O  |
| Eredmény | GY | GY | D | GY | V | V | V | GY | V | D  | D  | V  | V  | V  | V  | V  | V  | GY | V  | V  | D  | D  | V  | GY | D  | V  | GY | GY | V  | V  |
| Helyezés | 5  | 2  | 4 | 4  | 5 | 7 | 8 | 6  | 7 | 8  | 8  | 9  | 9  | 10 | 11 | 13 | 15 | 10 | 12 | 14 | 14 | 14 | 14 | 14 | 13 | 14 | 14 | 13 | 14 | 14 |

Helyszín: O = Otthon; I = Idegenben. Eredmény: GY = Győzelem; D = Döntetlen; V = Vereség.

### Magyar kupa
| 3. forduló 2011. szeptember 21. 15:30 |

| Győrszemere           | 0 – 10              | Lombard Pápa                                                                      |
| --------------------- | ------------------- | --------------------------------------------------------------------------------- |
| Makkos 34' Herold 66' | (0 – 6) Jegyzőkönyv | Marić 12' Ferenczi 14' 21' 32' 72' Farkas 23' Quintero 39' 49' Puri 61' Szabó 76' |

| Nézőszám: 300 Játékvezető: Pintér Csaba (magyar) |

| 4. forduló 2011. október 26. 14:00 |

| Bajai LSE                       | 1 – 1               | Lombard Pápa                                      |
| ------------------------------- | ------------------- | ------------------------------------------------- |
| Cović 43' Kormos 37' Villám 89' | (1 – 1) Jegyzőkönyv | Marić 8' 90+4′ Présinger 11' Horváth 35' Tóth 58' |

| Baja Nézőszám: 400 Játékvezető: Veizer Roland (magyar) |

- Büntetőrúgások (4 – 3) után a Bajai LSE jutott tovább.

### Ligakupa

#### Csoportkör (A csoport)
| 1. forduló 2011. augusztus 31. 17:00 |

| Lombard Pápa             | 0 – 0               | Győri ETO                          |
| ------------------------ | ------------------- | ---------------------------------- |
| Ferenczi 80' Horváth 86' | (0 – 0) Jegyzőkönyv | Miklós 82' Varga 85' Windecker 88' |

| Perutz Stadion, Pápa Nézőszám: 350 Játékvezető: Kovács J. Zoltán (magyar) |

| 2. forduló 2011. szeptember 7. 17:00 |

| Zalaegerszegi TE | 0 – 8               | Lombard Pápa                                                         |
| ---------------- | ------------------- | -------------------------------------------------------------------- |
| Major 49'        | (0 – 2) Jegyzőkönyv | Žuļevs 11' 66' Varga 41' Lovrencsics 49' 52' Szabó 56' 86' Marić 81' |

| ZTE Aréna, Zalaegerszeg Nézőszám: 300 Játékvezető: Pintér Csaba (magyar) |

| 3. forduló 2011. október 5. 16:30 |

| Haladás                                                           | 2 – 0               | Lombard Pápa                                     |
| ----------------------------------------------------------------- | ------------------- | ------------------------------------------------ |
| Ugrai 22' Skriba 74' Sipos 39' Farkas 57' Kalász 73' Jagodics 86' | (1 – 0) Jegyzőkönyv | Horváth 30′ Germán 56' Rodenbücher 58' Varga 69' |

| Rohonci úti stadion, Szombathely Nézőszám: 500 Játékvezető: Pánczél Krisztián (magyar) |

| 4. forduló 2011. október 12. 16:00 |

| Lombard Pápa                                       | 1 – 0               | Haladás                                     |
| -------------------------------------------------- | ------------------- | ------------------------------------------- |
| Tóth 81' Lovrencsics 74' Marić 84' Rodenbücher 87′ | (0 – 0) Jegyzőkönyv | Farkas 20' Szvoboda 60' Hanzl 66' Sipos 85' |

| Perutz Stadion, Pápa Nézőszám: 200 Játékvezető: Becséri Dániel (magyar) |

| 5. forduló 2011. november 9. 16:00 |

| Lombard Pápa                                             | 4 – 0               | Zalaegerszegi TE           |
| -------------------------------------------------------- | ------------------- | -------------------------- |
| Lovrencsics 33' 41' Ferenczi 45' 56' Nagy 62' Germán 77' | (3 – 0) Jegyzőkönyv | Jasarević 49' Krajczár 79' |

| Perutz Stadion, Pápa Nézőszám: 100 Játékvezető: Gaál Gyöngyi (magyar) |

| 6. forduló 2011. november 15. 13:00 |

| Győri ETO            | 1 – 3               | Lombard Pápa                                        |
| -------------------- | ------------------- | --------------------------------------------------- |
| Völgyi 58' Paget 76' | (0 – 3) Jegyzőkönyv | Ferenczi 17' 30' 35' Farkas 27' Marić 41' Varga 78' |

| ETO Park, Győr Nézőszám: 300 Játékvezető: Radványi Ádám (magyar) |

#### Az A csoport végeredménye
| Csapat           | M | Gy | D | V | G+ | G– | Gk  | P  |
| ---------------- | - | -- | - | - | -- | -- | --- | -- |
| Lombard Pápa     | 6 | 4  | 1 | 1 | 16 | 3  | +13 | 13 |
| Győri ETO        | 6 | 2  | 3 | 1 | 9  | 8  | +1  | 9  |
| Haladás          | 6 | 2  | 1 | 3 | 7  | 9  | –2  | 7  |
| Zalaegerszegi TE | 6 | 1  | 1 | 4 | 6  | 18 | –12 | 4  |

#### Negyeddöntő
| Első mérkőzés 2012. február 22. 13:00 |

| Kaposvári Rákóczi   | 0 – 1               | Lombard Pápa                        |
| ------------------- | ------------------- | ----------------------------------- |
| Jánvári 9' Zsók 26' | (0 – 0) Jegyzőkönyv | Tóth 75' Rodenbücher 63′ Balogh 88' |

| Rákóczi Stadion, Kaposvár Nézőszám: 200 Játékvezető: Oláh Gábor (magyar) |

| Visszavágó 2012. március 7. 16:00 |

| Lombard Pápa                    | 1 – 1               | Kaposvári Rákóczi                            |
| ------------------------------- | ------------------- | -------------------------------------------- |
| Benko 50' Tóth 8' Présinger 17' | (0 – 1) Jegyzőkönyv | Jammeh 13' Jánvári 59' Diallo 65′ Katona 77' |

| Perutz Stadion, Pápa Nézőszám: 200 Játékvezető: Radványi Ádám (magyar) |

#### Elődöntő
| Első mérkőzés 2012. március 27. 18:00 |

| Lombard Pápa        | 0 – 3               | Videoton                      |
| ------------------- | ------------------- | ----------------------------- |
| Dóczi 26' Szabó 54' | (0 – 0) Jegyzőkönyv | Perić 56' 69' Torghelle 90+1' |

| Perutz Stadion, Pápa Nézőszám: 500 Játékvezető: Vad II. István (magyar) |

| Visszavágó 2012. április 4. 15:30 |

| Videoton  | 1 – 0               | Lombard Pápa |
| --------- | ------------------- | ------------ |
| Vaskó 86' | (0 – 0) Jegyzőkönyv |              |

| Sóstói Stadion, Székesfehérvár Nézőszám: 500 Játékvezető: Pintér Csaba (magyar) |

## Külső hivatkozások
- A csapat hivatalos honlapja
- A Magyar Labdarúgó Szövetség honlapja, adatbankja